# Alan MacDonald
Alan MacDonald (* 1958 in Watford, England) ist ein britischer Kinderbuchautor deutscher Herkunft. Er lebt in Nottingham, England.

## Biografie
MacDonald arbeitet in einem Team von Autoren für Fernsehsendungen wie Tweenies, Horrid Henry, Fimbles und Oggy und die Kakerlaken. Daneben verfasste er auch zahlreiche Kinder- und Jugendbücher.

## Werke (Auswahl)
Bilderbücher
- Beware of the Bears. Little Tiger Press, London 2004, ISBN 1-84506-068-7 (illustriert von Gwyneth Williamson).
- Iiiieh! Wie eklig, Berti! („Dirty Bertie“). Baumhaus-Buchverlag, Leipzig 2004, ISBN 3-8339-0493-3 (illustriert von David Roberts).
- Elvira, das eitle Schwein („Pig in a Wig“). Echter-Verlag, Würzburg 1999, ISBN 3-429-02153-7 (illustriert von Paul Heß).

Kinder- und Jugendbücher
- Den Schmugglern auf der Spur („The Sign of the Angel“). Beltz & Gelberg, Weinheim 2006, ISBN 978-3-407-80982-7 (übersetzt von Gaby Wurster).
- Der Spion aus dem Wrack („The spy from the wreck“). Beltz & Gelberg, Weinheim 2008, ISBN 978-3-407-81010-6 (übersetzt von Gaby Wurster).